# 新宿線 (都營地鐵)
新宿線（日语：／ Shinjuku sen */?）是一條連結日本東京都新宿區新宿站和千葉縣市川市本八幡站、由東京都交通局營運的鐵道路線（都營地鐵）。《鐵道要覽》記載為「10號線新宿線」。通常多被稱為「都營新宿線」。在新宿站與京王線互相直通運行。
東京都交通局的鐵道路線（包括荒川線、日暮里-舍人線）當中唯一延長至都外的路線。亦是全國唯一跨越都道府縣的公營地下鐵路線。
路線名的由來為起點的新宿。車體、路線圖與轉乘資訊使用的路線顏色為葉綠色，路線記號為S。

## 路線資料
- 路線距離（營業距離）：23.5公里
- 軌距：1372毫米
- 站數：21個（包括起終點站）
- 複線路段：全線
- 電氣化路段：全線（直流1500V高架電纜）
  - 電力於東京電力的曙橋的坂町變電所從66kV狀態降壓至22kV，再送至各站[2]
- 地面路段：東大島站－船堀站段 2.5公里
- 閉塞方式：車內信號閉塞式
- 保安裝置：D-ATC（JR型）
- 列車無線（日语：列車無線）方式：空間波無線（SR）方式
- 最高速度：75公里/小時（入站時55公里/小時）
- 表定速度（日语：表定速度）
  - 急行西行48.2公里/小時、東行47.9公里/小時
  - 各停西行、東行34.8公里/小時
- 全線所要時間
  - 急行西行28分50秒、東行30分00秒
  - 各停西行40分00秒、東行41分00秒
- 車輛基地：大島車輛檢修場（日语：大島車両検修場）
- 深度
  - 平均深度：23米[3]
  - 最大深度：30米[3]
- 工法
  - 潛盾工法（站間）
    - 新宿－曙橋段為單線潛盾（直徑6.2米）並列、市谷－九段下段為複線潛盾（8.8米）

  - 明挖覆蓋（車站）
- 軌道：50kgN軌條、混凝土道床（日语：直結軌道）

## 歷史
- 1968年（昭和43年）6月3日：都市計劃10號線新宿－住吉町間申請地方鐵道敷設免許。同年10月30日取得。
- 1969年（昭和44年）7月23日：住吉町－東大島間申請地方鐵道敷設免許。同年12月22日取得。
- 1971年（昭和46年）5月1日：地下鐵10號線首通段開工。
- 1972年（昭和47年）3月：都市交通審議會第15號批复。
- 1973年（昭和48年）2月27日：東大島－本八幡間申請地方鐵道敷設免許。同年10月4日取得。
- 1978年（昭和53年）
  - 7月1日：計劃時稱為「10號線」，開業前的都營1號線與都營6號線改稱都營淺草線與都營三田線的同時改稱都營新宿線。
  - 12月21日：岩本町－東大島間（6.8公里）開業。
- 1980年（昭和55年）3月16日：新宿－岩本町間（7.3公里）開業。京王帝都電鐵（現：京王電鐵）途經1978年10月31日啟用的京王新線與此線開始互相直通運行。但是8節編組的京王車輛以岩本町為總站。
- 1981年（昭和56年）9月1日：京王車輛一部分列車開始有10節編組停靠。
- 1983年（昭和58年）12月23日：東大島－船堀間（1.7公里）開業。
- 1986年（昭和61年）
  - 9月14日：船堀－篠崎間（4.9公里）開業[4]。
  - 12月31日：大晦日至元日開始通宵運行（日语：終夜運転）。
- 1987年（昭和62年）12月20日：全線進行月台延長，京王的車輛直通路段由岩本町延長至大島。
- 1989年（平成元年）3月19日：篠崎－本八幡間（2.8公里）開業（全線開通）。但是，本八幡站是以臨時站開業。
- 1991年（平成3年）9月1日：本八幡站（永久站）開業。同時京王的車輛直通路段延長至本八幡。
- 1993年（平成5年）5月9日：越站乘車精算與轉乘乘車券的發券同時生效，日本首次在市谷站聯絡閘口設置自動轉乘精算機。
- 1994年（平成6年）11月1日：全線引入AM廣播服務[5]。
- 1997年（平成9年）12月24日：全線急行列車開始運行（只限平日日間）。開始直通運行至高尾山口（只限平日早上1班。週末、假日自2001年3月起）[6]。
- 2000年（平成12年）
  - 4月20日：正式名稱由都營新宿線改稱新宿線。
  - 12月12日：大江戶線國立競技場－汐留－月島－上野御徒町－飯田橋－都廳前間開業，森下站轉乘。同時，往森下站的急行列車開始停靠[7]。
- 2001年（平成13年）3月27日：與京王線（笹塚以西）的直通列車更改在日間時都營新宿線內急行[8]。同時急行擴展週末、假日的運行時間[8]。
- 2003年（平成15年）12月1日：時刻表改正。週末、假日的急行運行時間擴展。平日早上往高尾山口的通勤快速取消。
- 2004年（平成16年）10月：列車無線誘導無線（日语：誘導無線）方式由洩漏同軸纜（日语：漏洩同軸ケーブル）改用空間波方式。
- 2005年（平成17年）
  - 1月20日：10-300R型暫定編組（10-000型當中先頭車進行編組更換）開始運行。
  - 5月14日：新ATC（數碼ATC）系統更新。
  - 5月21日：全車完全新造車的10-300型開始運行。
- 2006年（平成18年）
  - 3月15日：京王9000系30番台開始直通運行。
  - 9月1日：時刻表改正。京王線橋本、京王多摩中心直通列車大部分以10節編組運行。
- 2007年（平成19年）9月3日：京王車停止採用8節編組，統一採用10節編組。
- 2009年（平成21年）6月：京王電鐵6000系撤退，京王車的車種統一為9000系30番台。
- 2010年（平成22年）6月1日：都營車開始採用10節編組。
- 2011年（平成23年）
  - 3月13日：該月11日發生的東北地方太平洋沖地震造成發電所停運，電力供應短缺，東京電力實施輪流停電（日语：輪番停電）（計劃停電）。伴隨着此，此日起急行大幅削減，往京王動物園線的直通運行暫停營運。
  - 7月2日：京王線直通列車大部分替換為快速。
  - 9月23日：電力供應恢復，並有多餘電力，實行時刻表改正。結果快速大部分昇格為急行，急行的運行全面恢復。
  - 12月18日：新宿三丁目站達成無障礙化。至此全線無障礙化。
- 2015年（平成27年）9月25日：時刻表改正，日間時間往京王線（笹塚以西）的直通列車在14年半後在都營新宿線內各站停車。另一方面，急行在笹塚站－本八幡站間運行。
- 2017年（平成29年）2月14日：10-300R型結束營業運行[9][10]。
- 2018年（平成30年）2月11日：10-000型結束營業運行[11]。
- 2019年（令和元年）8月10日：新宿三丁目站啟用月台閘門，所有車站設置月台閘門完成[12][13]。

## 運行形態
多數列車在新宿站（新線新宿站）與京王新線直通（日間1小時12班當中9班直通京王新線，餘下3班在新宿站折返，每20分鐘1班）。當中約7成途經京王線直通至相模原線的橋本站，約3成在笹塚站到發。新宿站－本八幡站間全線都有急行運行（參見列車類別一節）。
日間以20分鐘為一循環，笹塚站到發的急行1班，橋本站到發的各停（京王線內區間急行或快速）2班（岩本町或瑞江待避急行通過），新宿站折返的各停1班（不待避急行通過，新宿站轉乘急行）。
平日黃昏繁忙時間與週末假日早上都有列車不經相模原線到調布站，而是直通高尾線高尾山口站（當中週末假日2班為全線急行）。另外2006年至2011年及2020年以後也有直通列車運行至動物園線多摩動物公園站。
曾經有京王八王子站開往岩本町站的列車，並在櫻上水站進行都營地下鐵車輛交會並運行至岩本町站（櫻上水站的車輛交會因為用於京王八王子站－櫻上水站間的京王7000系沒有直通都營線的設備）的列車，但沒有直通運行。不過2018年2月22日時刻表改正，本八幡站－京王八王子站間新設1班來回直通運行列車。

### 列車類別

包括京王線的停車站表（截至2018年2月22日時刻表改正）

2018年2月22日時刻表改正以後，目的地顯示終點站，類別為都營新宿線內的類別（各站停車、急行）與京王線內的類別（各站停車、快速、區間急行）並在新宿站切換。

#### 急行

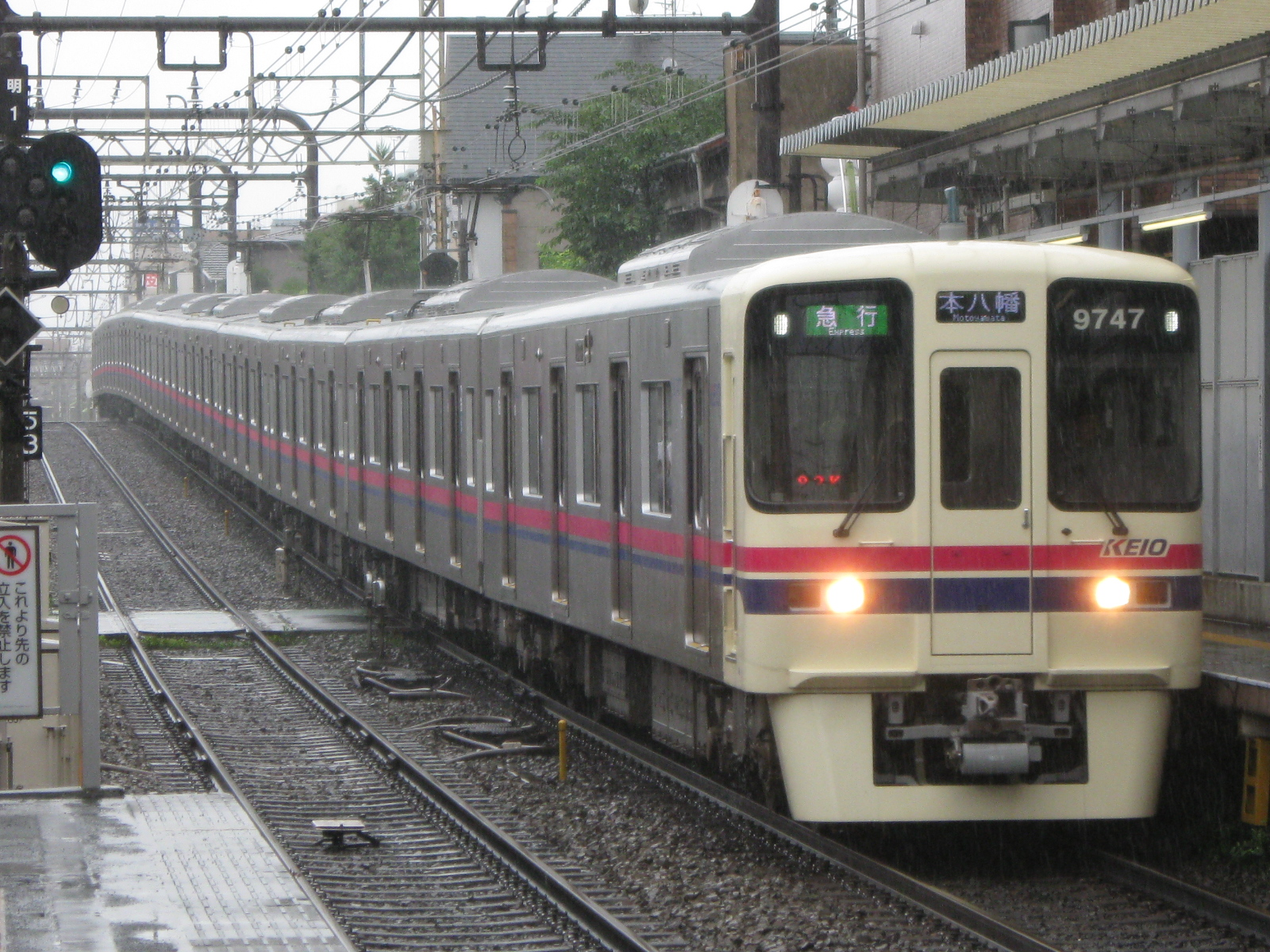
直通新宿線的急行列車

1997年12月24日起開始運行。當初在只限新宿線內和只限平日日間運行，2001年（平成13年）3月27日時刻表改正後週末假日日間也開始運行。
東京的地下鐵速達列車運行是繼東京地下鐵東西線的快速後第2例，並首次在全線都設定通過站（東西線只限西船橋站－東陽町站間快速運行）。當時新宿線的使用人數與JR總武線和東西線相差比較大，為了強化競爭力，喚起旅客需要和加強便利性而實施急行運行。

##### 時刻表、運用
2018年2月22日改正的現行時刻表，笹塚站－本八幡站間的運行只限平日日間，週末假日除早上2班本八幡站開往高尾山口站列車外為日間至黃昏運行。週末假日急行運行時段比平日有所擴大，大島站到發西行3班，東行4班。這些列車在笹塚站可轉乘橋本到發的準特急。
2016年9月17日起所有班次都以10節編組運行。2006年9月時刻表改正以後除2班週末假日早上往高尾山口站的列車外所有急行的京王車都以10節運行，2010年3月時刻表修正後都營車也以10節運行。此後2015年6月伴隨都營車10節編組車輛的增備，原為8節編組往高尾山口站的所有班次都已10節化。2015年9月25日時刻表改正起，週末假日時刻表早上2班往高尾山口站列車，除1班（1小時40分鐘周期）外變為8節編組，但增加了10節編組車，2016年9月17日起週末假日時刻表1年間首次急行全部班次採用10節編組。
停靠站在開始運行至2000年（平成12年）12月12日大江戶線全線開通，除加設森下站為停靠站以外並無改變。與都營地下鐵其他路線轉乘的車站全部停靠，但不會2站以上連續停靠，包括新宿三丁目站與九段下站等主要車站，與東京地下鐵等其他路線接續的一部分車站也有急行通過。
各站停車在岩本町站、瑞江站待避。東行可在新宿線新宿站與馬喰橫山站與之後的各站停車聯絡，西行則可在船堀站與神保町站。但是週末假日早上7時許運行往高尾山口的急行則需在在大島站待避（本八幡站7時開的列車只限大站，7時20分開的列車還有岩本町站）。週末假日運行在大島站始發終到的列車，本來在瑞江站超越的列車（東行以新宿站為基準急行2班前的列車，西行以大島站基準急行之後開車的列車）在大島站轉乘急行（接收往本八幡站急行的乘客，轉乘往笹塚站急行的乘客）。
2013年2月時刻表改正至2015年9月時刻表改正前，基準急行在都營新宿線內採用與現在時刻表相同的本八幡站、大島站－橋本站間運行，京王線內作為「區間急行」運行。曾經設定往多摩動物公園站與往京王多摩中心站。

##### 其他
開始運行時為方便時刻表編排，各站停車在岩本町站會在1、4號月台待避，急行會在中線以限制速度35公里/小時以下通過。然而2000年改正時為了釋放森下站的停車時間，各站停車改在中線待避，急行改在1、4號月台通過。此舉可在不增加所需時間下成功增加1個停靠站（時刻表混亂時則仍會通過中線）。
通過車站時原則上以55公里/小時以下通過。瑞江站1面2線島式月台的外側隔牆壁的通過線通過（與東急田園都市線櫻新町站構造類似。但是櫻新町站採用2層構造）。

#### 各站停車

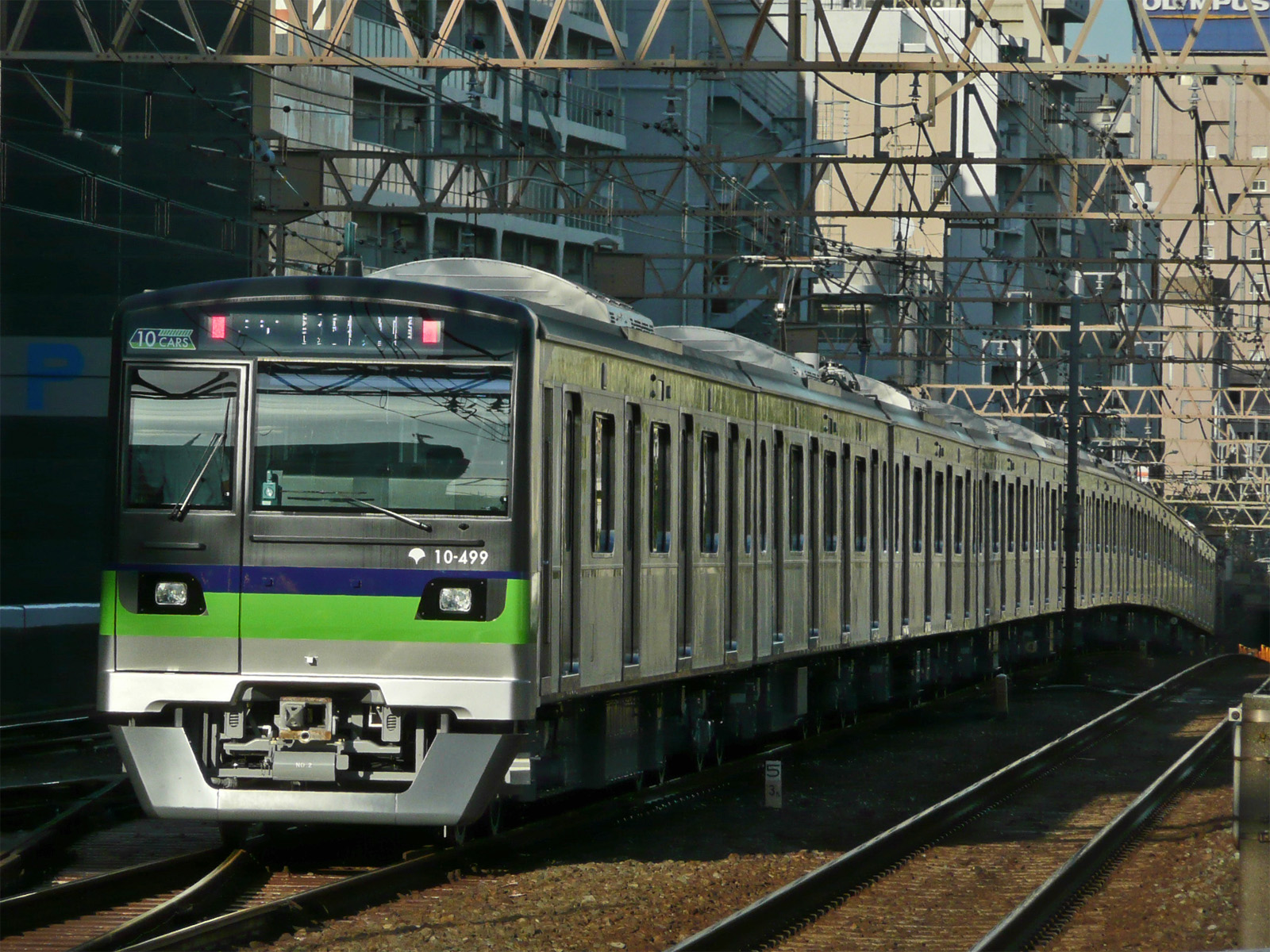
往新宿線直通的各停列車

##### 時刻表、運用
2015年9月25日時刻表改正以後，以下為其次運行體制。
無論平日或週末假日，早上（急行列車運行時段為止）與深夜（21時以後）時段，主要以京王線笹塚站－本八幡站間運行。少數列車會開往京王線內的橋本。橋本站開往本八幡方向は平日の急行運行時段前也在京王線內作為急行、區間急行列車由橋本站、若葉台站開往本八幡站（一部分列車在大島站停止運行）。2018年2月22日改正後，平日早上新設本八幡站－京王八王子站間全線各站停車1班來回。往京王八王子使用都營車。
日間時間表頻率的急行運行時段（平日為10時-16時，週末假日為8時-18時），60分鐘間9班車當中，6班（20分鐘2班）在京王線橋本站－本八幡站間運行，橋本站到發列車當中3班（20分鐘1班）為京王線內快速，餘下3班為京王線內作為區間急行運行。京王線內快速列車在瑞江站待避急行，京王線內區間急行列車則在岩本町站。餘下3班在新宿站－本八幡站間運行。新宿站－本八幡站間運行的列車不會在中途站待避急行通過，而是在新宿站與笹塚站到發的急行轉乘。週末假日急行運行結束後的黃昏（18時-21時頃）接着此時刻表，新宿站到發的列車在笹塚站到發。
平日黃昏每20分鐘間隔，多數列車直通至橋本站、高尾山口站。京王線內橋本站到發列車在京王線內急行，往高尾山口至京王線內調布站為止為區間急行、調布站起為各站停車。但是，早上往橋本站與平日深夜高尾山口站開各1班橋本站、高尾山口站－本八幡站間存在全線各站停車運行的列車。2018年2月22日時刻表改正，八幡山站到發列車縮短至笹塚站到發。

#### 臨時列車
「迎光EXPRESS光輝號」
運行日：2002年以後每年1月1日
運行路段：本八幡站－高尾山口站 新宿線內各站停車，京王線內急行
使用車種：都營10-000型、10-300型、10-300R型
- 2019年「迎光號」的名稱只限用於京王Liner，不再賦予列車名。

「高尾山冬蕎麥號」
運行日：2006年1月21日、2007年2月17日、2008年2月9日、2009年起至2012年為止2月第1個週六、2013年2月16日、2014年2月22日、2015年2月14日
運行路段：大島站－高尾山口站 新宿線內各站停車，京王線內急行（2011年為止也在新宿線內急行運行）
使用車種：京王9000系（2006年與2009年為京王6000系）
- 2016年沒有新宿線直通的臨時列車，定期運行的新宿開往高尾山口準特急作為「高尾山冬蕎麥號」運行。

「隅田川納涼煙火號」
運行日：2006年7月29日
運行路段：京王八王子站－大島站 全線急行列車
使用車種：京王6000系

「東京橫斷TamaZoo號」
運行日：2008年8月9日
運行路段：大島站－多摩動物公園站 全線急行列車
使用車種：都營10-300型
過去在2004年10月9日多摩動物公園站往大島站有單向1班的「鐵道節日列車號」（神保町站轉乘三田線內的臨時列車）預定由10-000型第1編組（現時廢車）運行，因颱風馬鞍而中止。

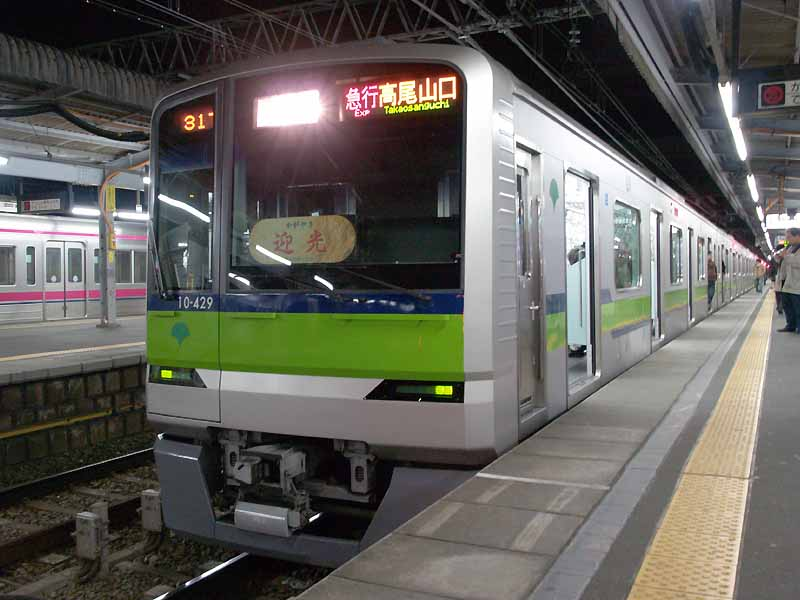
迎光EXPRESS光輝號（2006年）
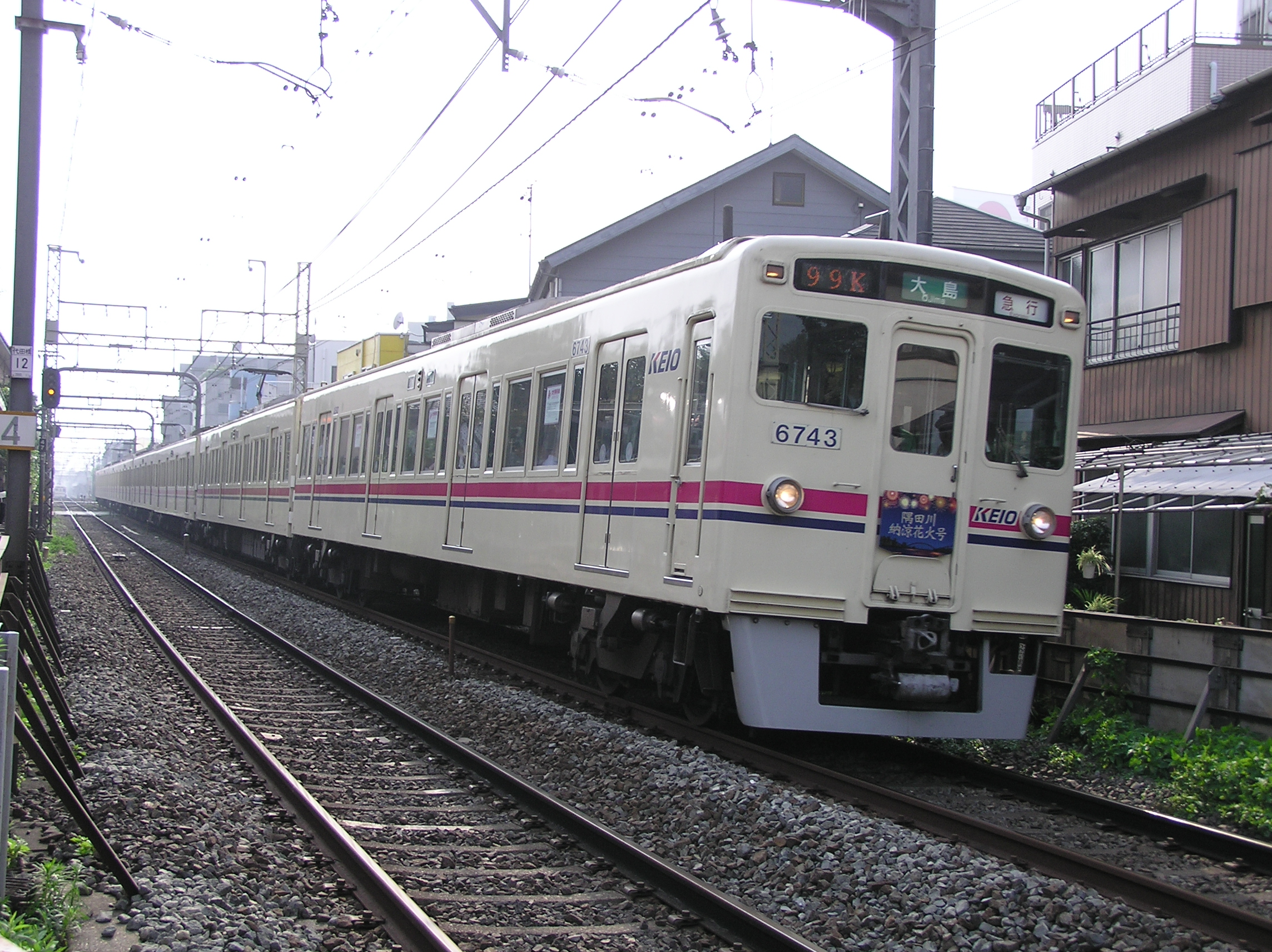
隅田川納涼煙火號
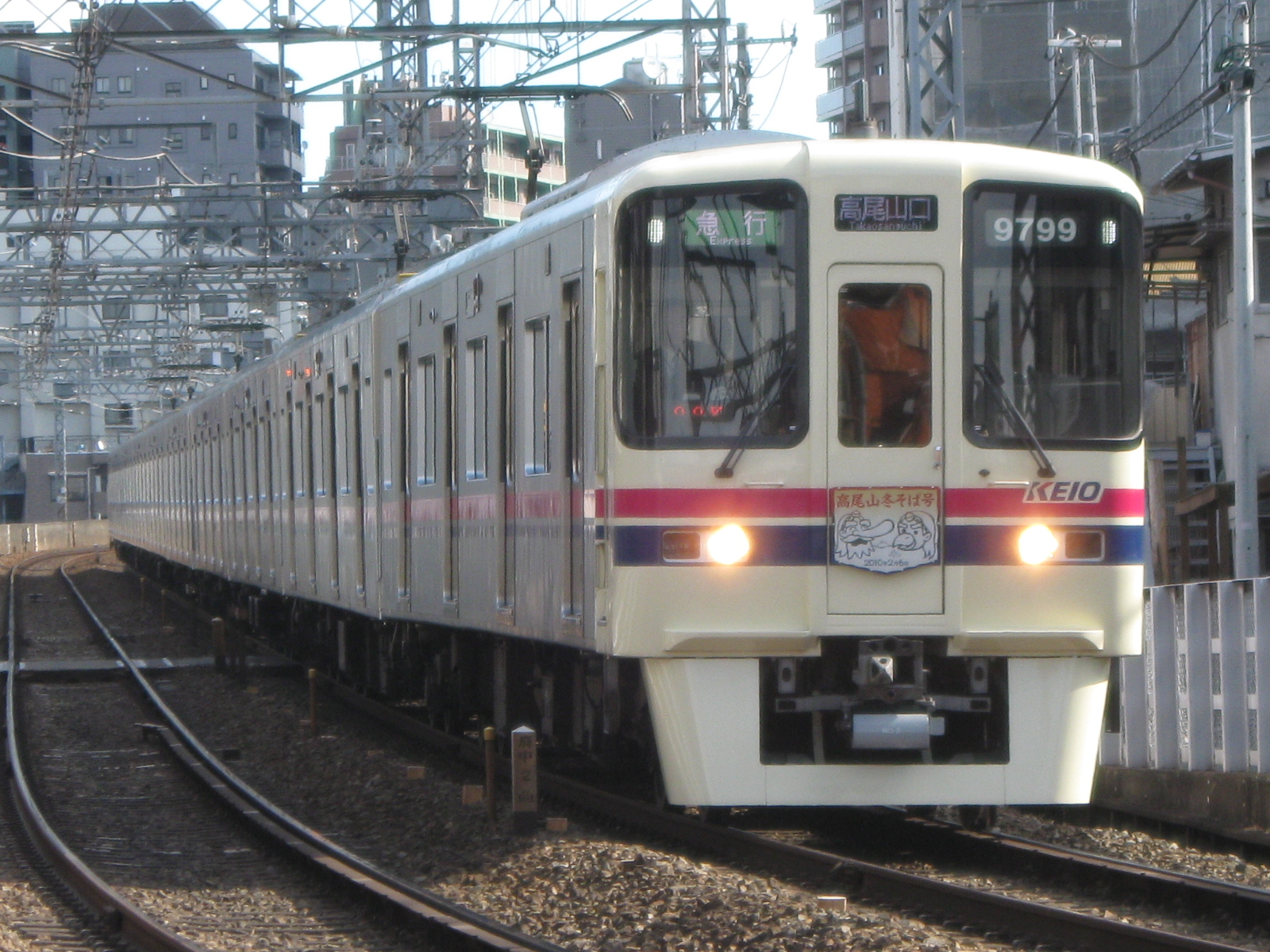
高尾山冬蕎麥號（2010年）

## 使用車輛
2003年11月30日以前基本上分為使用京王電鐵車輛的京王相模原線橋本站到發的列車（早上繁忙時間與夜間一部分除外），與使用都營地下鐵車輛的新宿站、笹塚站折返列車，京王電鐵車輛運行的各站停車只限早上與深夜，翌日12月1日改正後再無此區別，日間本八幡站－新宿站、京王線笹塚站間線內使用列車也使用京王電鐵車輛。
2006年9月改正後，京王車輛大半都已經10節化，除了一部分在橋本站到發的列車外再無京王電鐵車輛在新宿站、笹塚站、杜鵑丘站折返列車與都營地下鐵車輛之分。
笹塚站2條袋狀軌當中1條無法停靠10節長列車，故此笹塚站折返用列車皆使用都營車8節編組（但是時刻表混亂時也有10節編組車輛接替，到時也有10節編組列車進入）。
此後直通班次增加，2010年12月5日笹塚站袋狀軌延伸工程完工，此限制解除，相模原線到發列車一部分使用都營地下鐵車輛的8節編組，週末假日早上往高尾山口也用都營地下鐵車輛，也有設定京王電鐵車輛在笹塚站、新宿站－本八幡站間折返列車，笹塚站到發的10節編組也不再考慮都營或京王的車輛。

### 自身車輛
- 10-300型 - 10節編組（一部分為8節編組[注 3]）
  - 10節編組車有既存的10-300型車加掛2節的4編組，也有在2013年度、2015年度新造車輛3編組[18]，2016年度、2017年度新造車輛5編組，合計20編組。至2022年度所有編組都會是10節編組[19]。

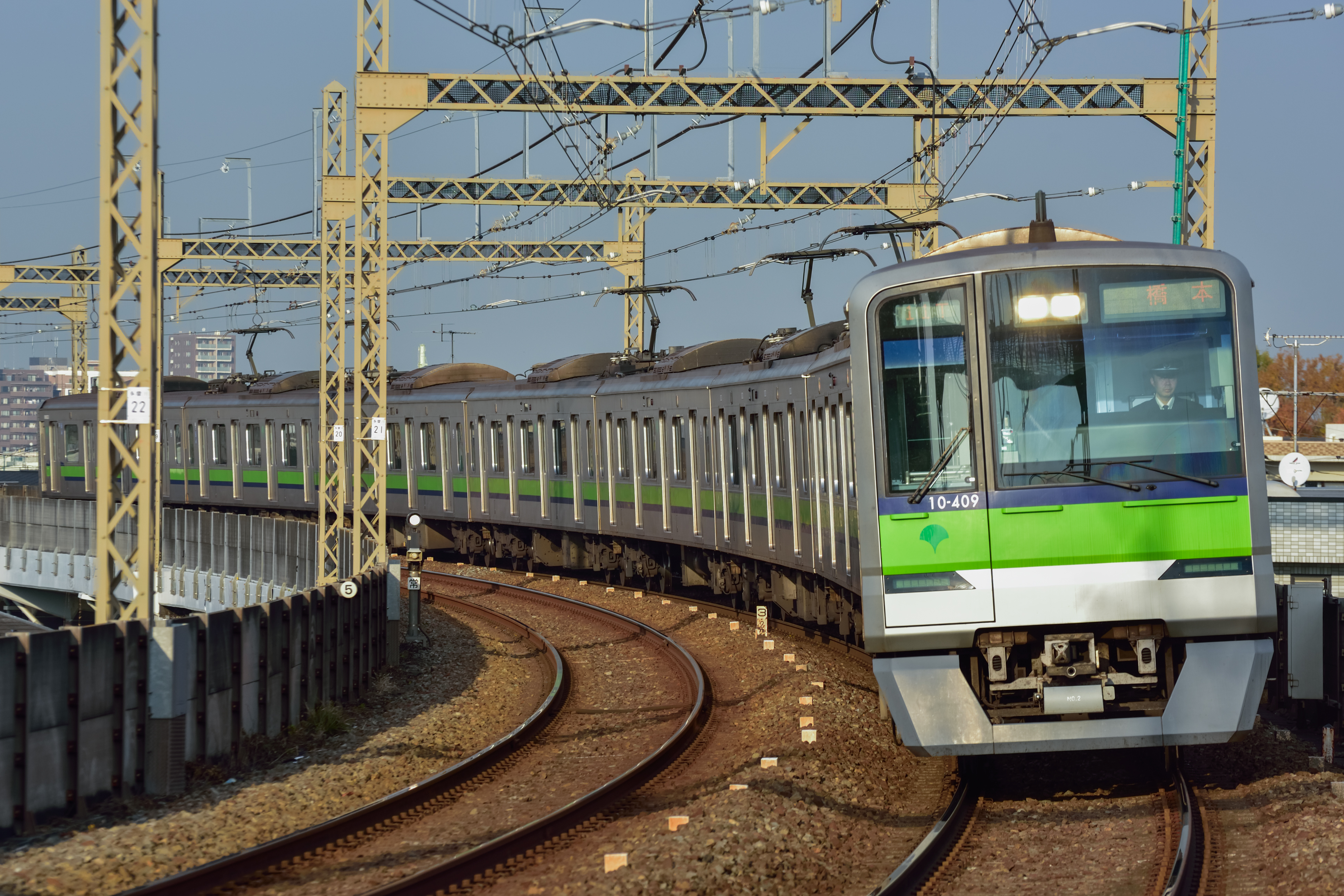
10-300型1、2次車（京王稻田堤站）
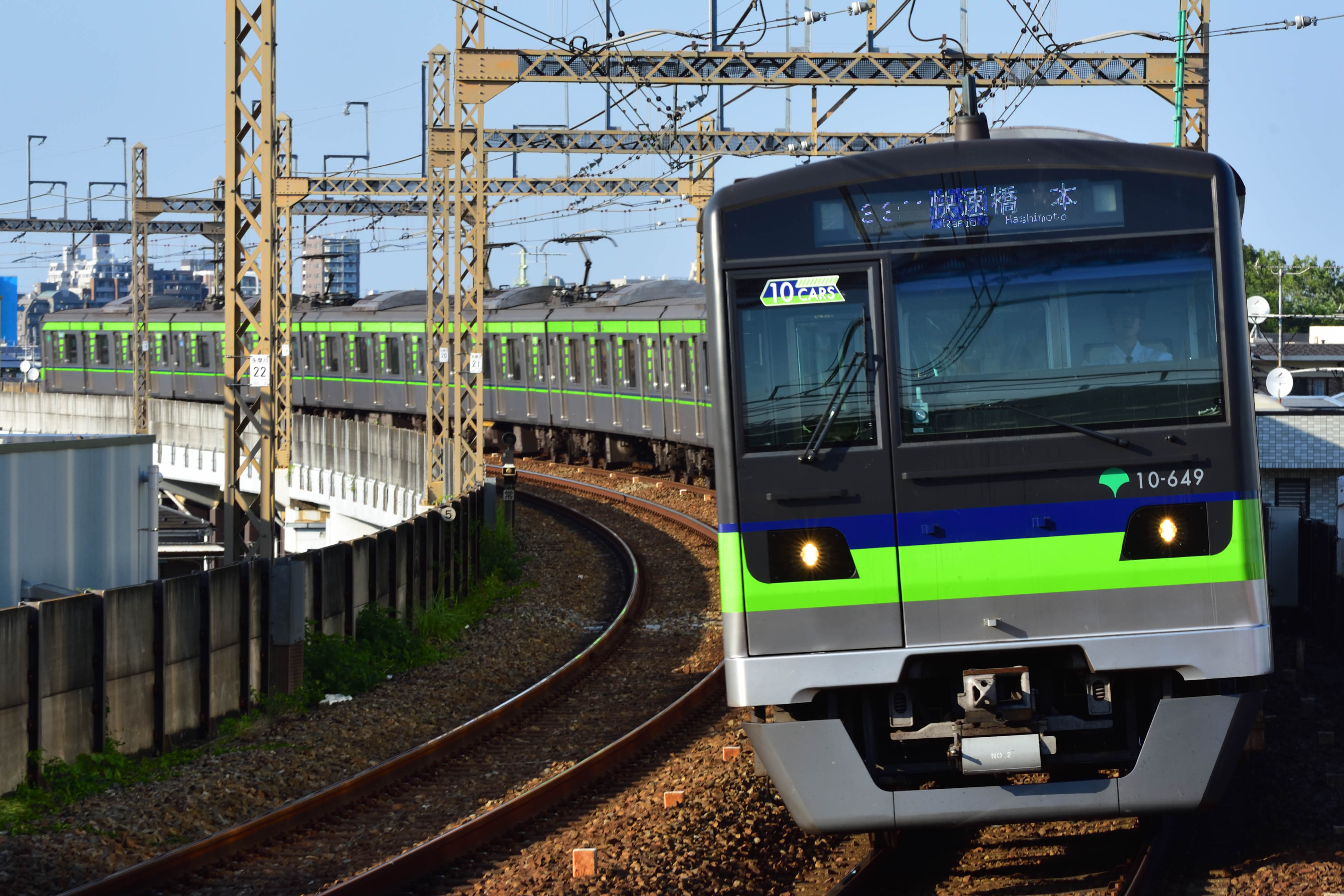
10-300型3、4、5次車（京王稻田堤站）

#### 過去車輛
- 10-300R型 - 全部為8節編組[9][10]
- 10-000型 - 全部為8節編組

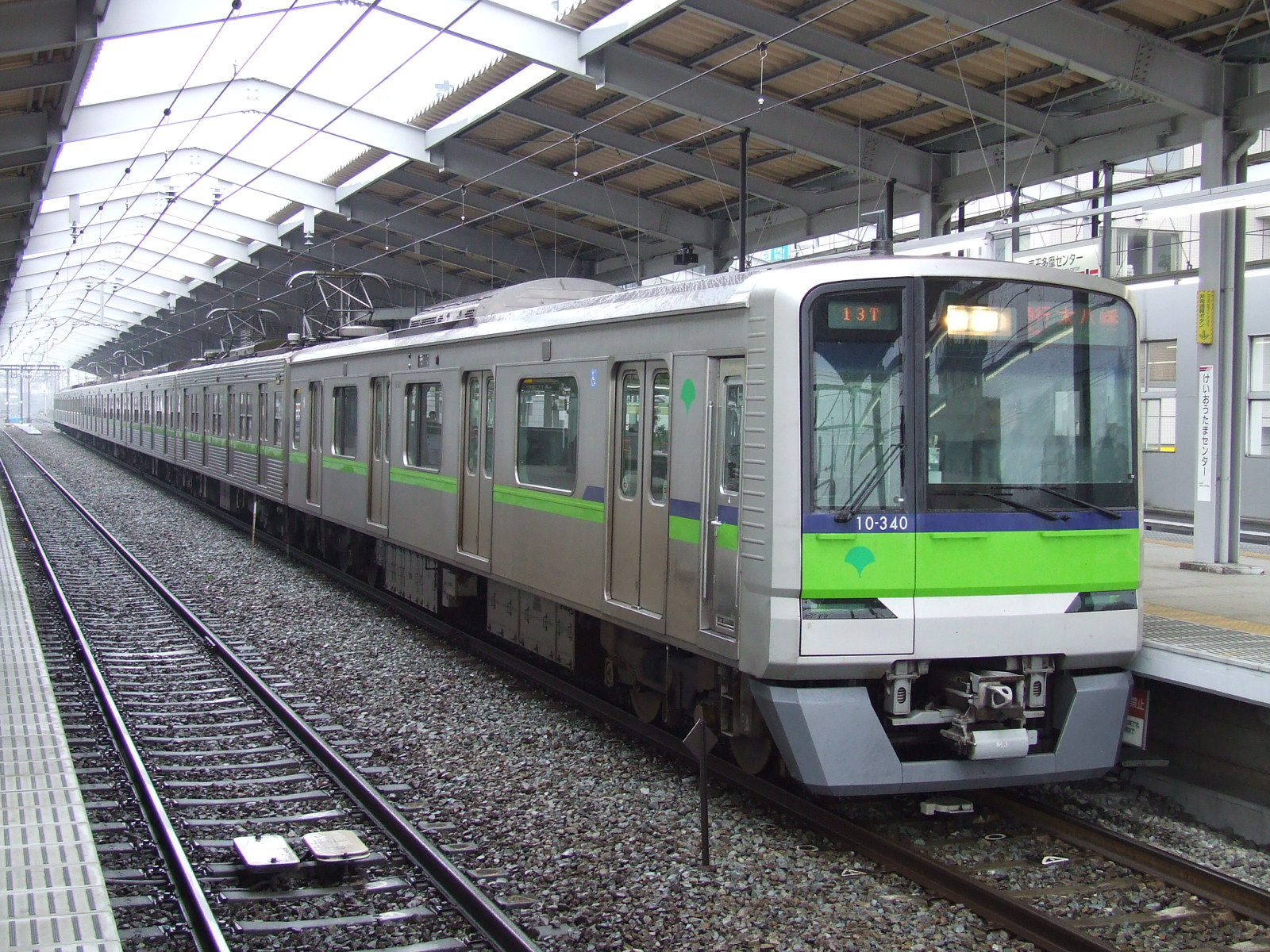
10-300R型 （2007年4月6日 京王多摩中心站）
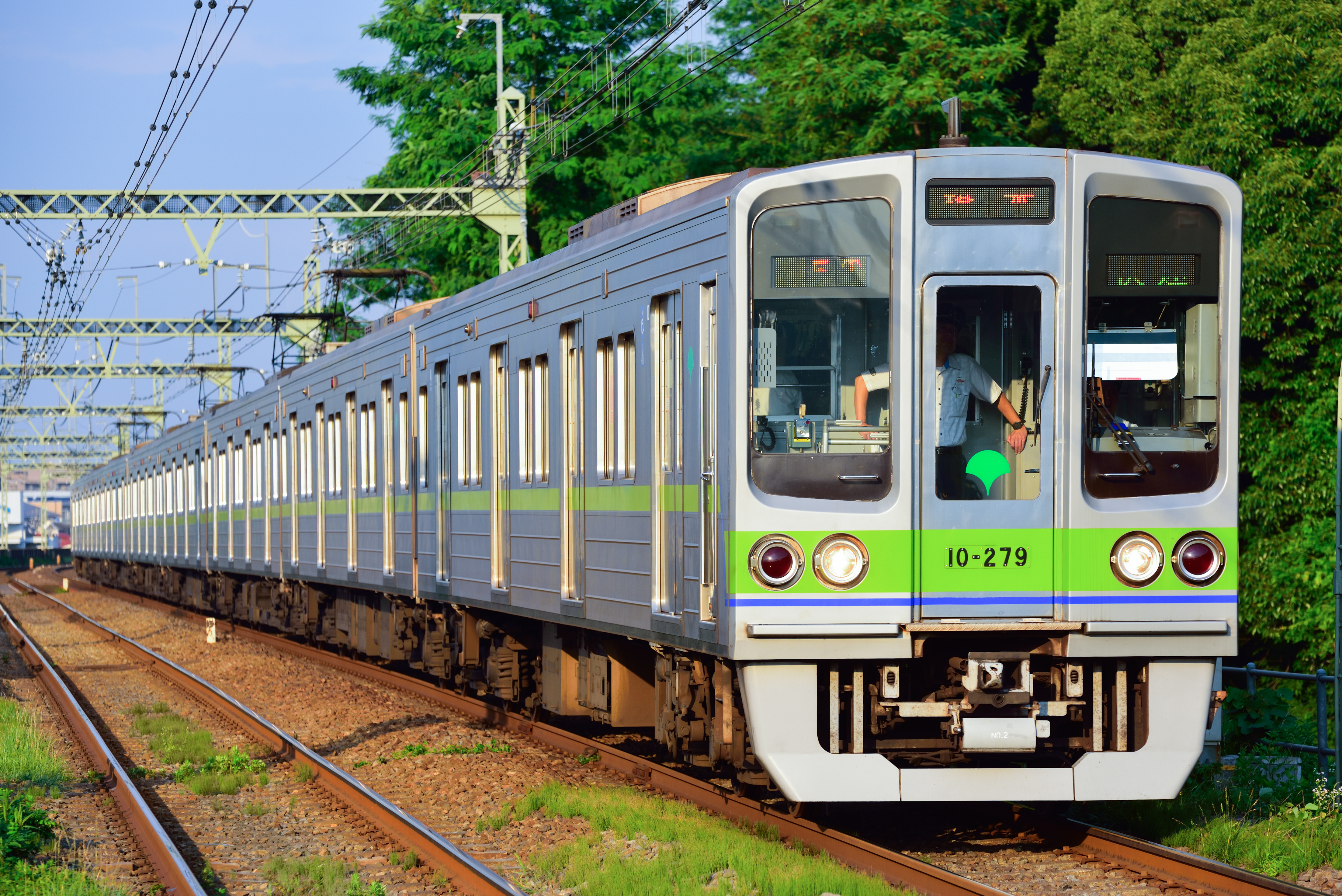
10-000型8次車 （2017年6月16日 京王讀賣樂園站）
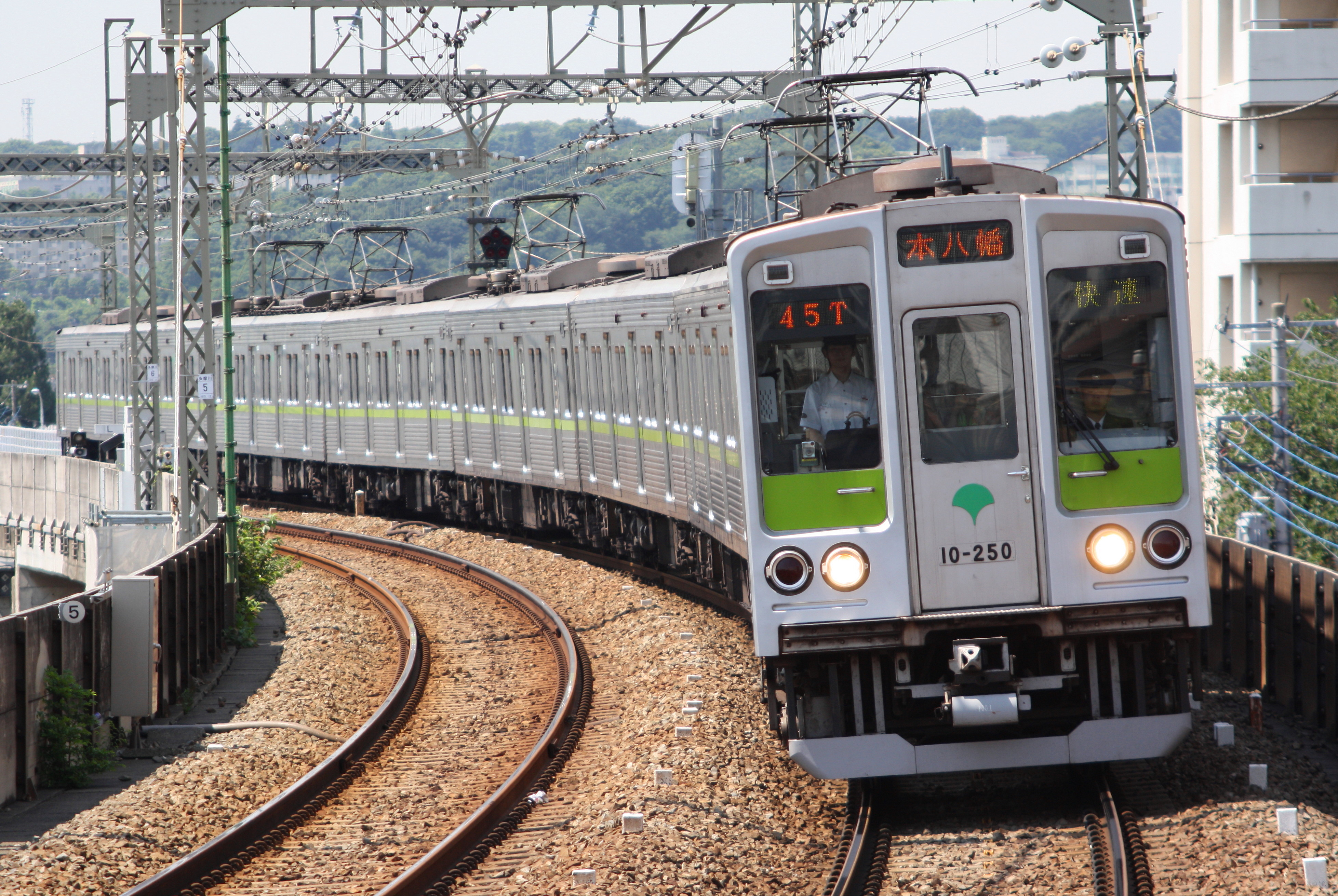
10-000型7次車 （2009年6月28日 京王多摩川站）

### 直通車輛
京王電鐵
- 5000系 - 10節編組
- 9000系（30番台）- 10節編組

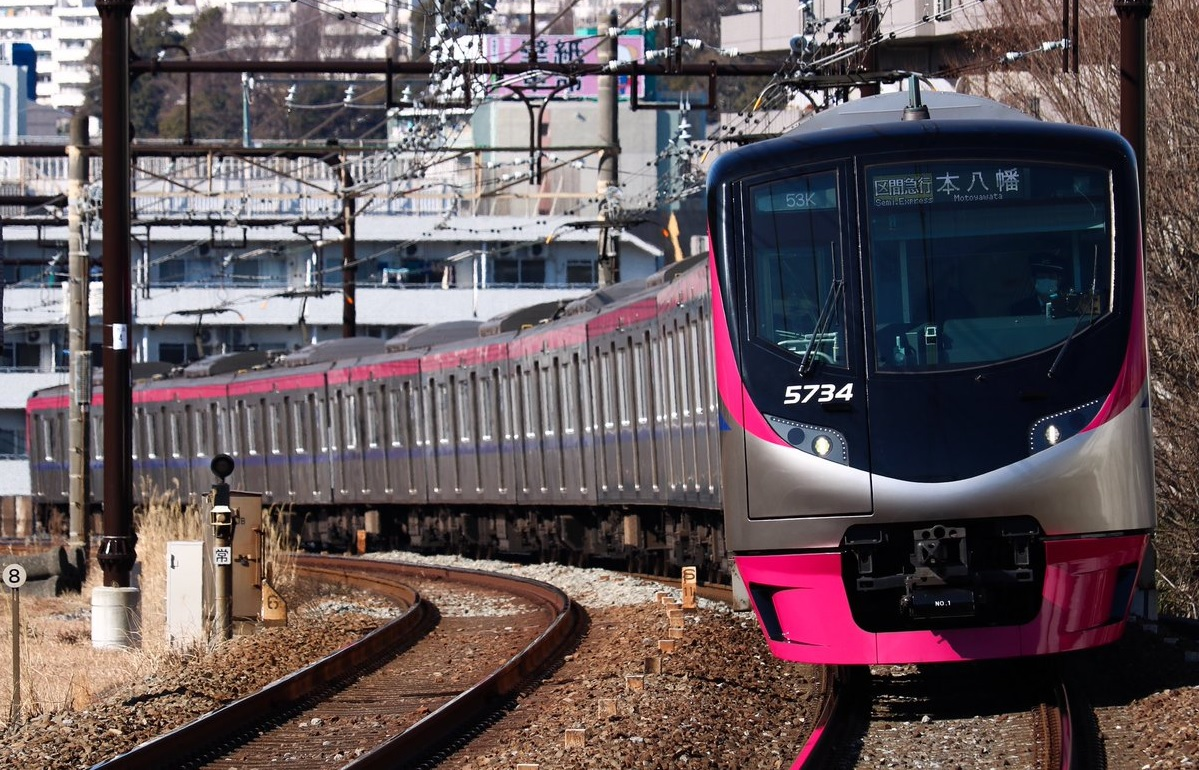
5000系（5734編組） （京王永山站）
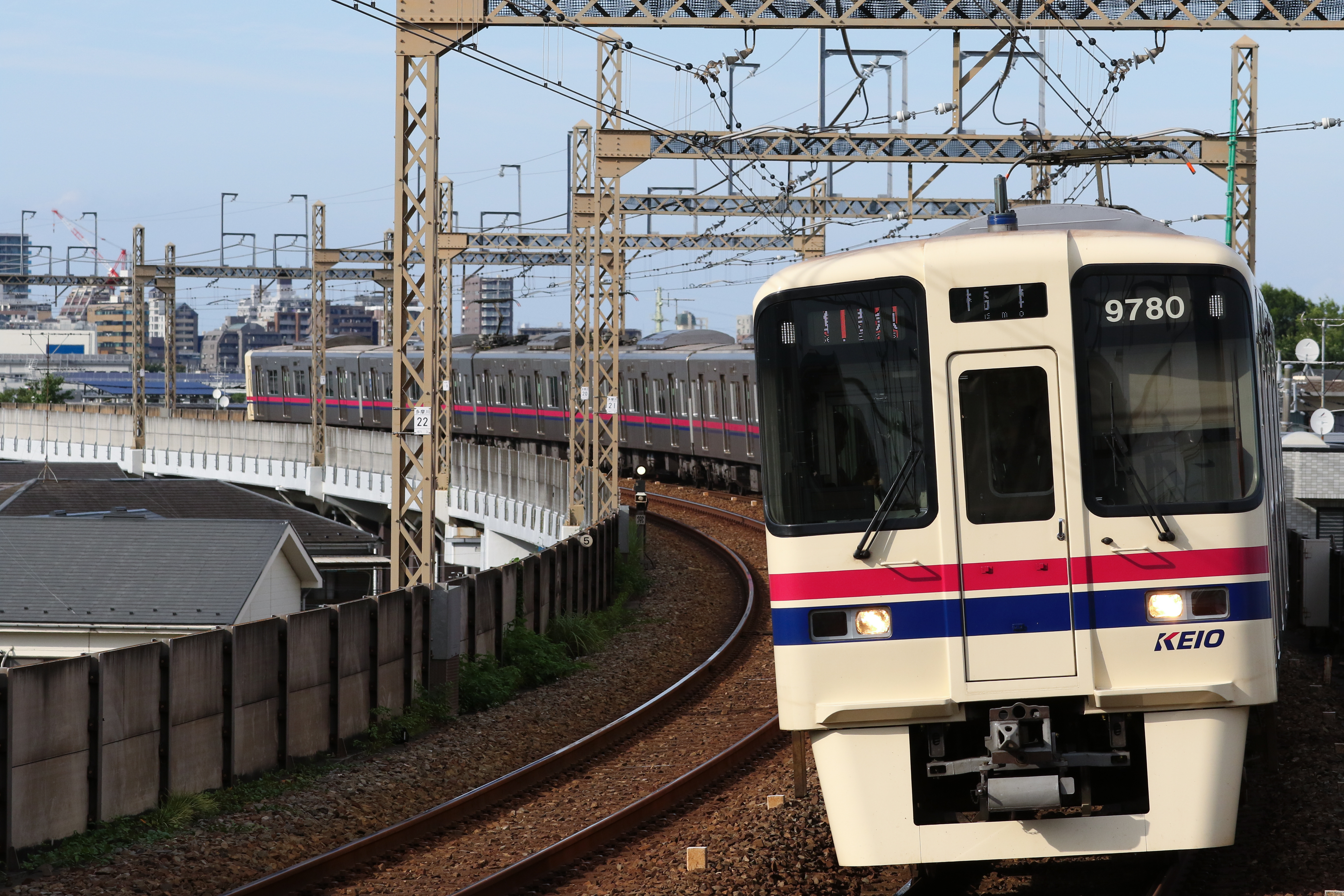
9000系(30番台)（9730編組） （京王稻田堤站）

#### 過去直通車輛
京王電鐵
- 6000系（30番台）- 8節、10節編組

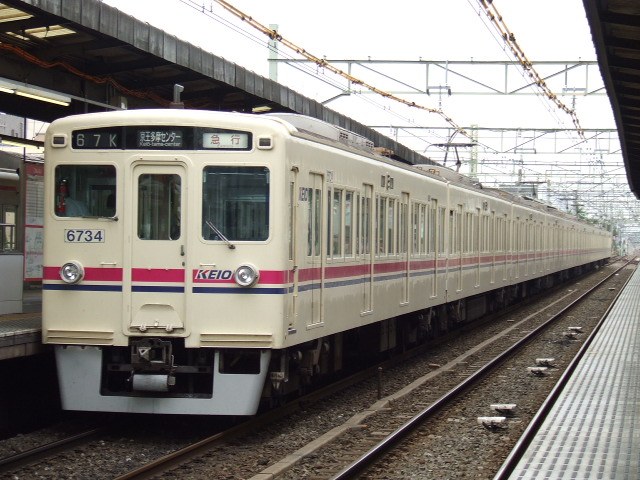
6000系（30番台）（6734編組） （杜鵑丘站）

## 利用狀況
2018年度早上繁忙時段最擁擠路段（西大島 → 住吉間）擁擠率為156%。
開業以後的輸送實績如下表。表中最高值為紅色，最高值紀錄年度以後最低值為藍色，最高值紀錄年度以前最低值為綠色。
| 年度               | 輸送人次 | 最擁擠路段（西大島 → 住吉間）輸送實績 | 最擁擠路段（西大島 → 住吉間）輸送實績 | 最擁擠路段（西大島 → 住吉間）輸送實績 | 最擁擠路段（西大島 → 住吉間）輸送實績 | 特記事項                                 |
| 年度               | 輸送人次 | 運行班次：班                          | 輸送力：人                            | 輸送量：人                            | 擁擠率：%                             | 特記事項                                 |
| ------------------ | -------- | ------------------------------------- | ------------------------------------- | ------------------------------------- | ------------------------------------- | ---------------------------------------- |
| 1978年（昭和53年） | 21,300   |                                       |                                       |                                       |                                       | 1978年12月1日岩本町站－東大島站間開業    |
| 1980年（昭和55年） | 228,727  | 15                                    | 14,057                                | 19,820                                | 141                                   | 最擁擠路段為新宿→新宿三丁目間            |
| 1985年（昭和60年） | 380,202  | 15                                    | 15,400                                | 25,760                                | 167                                   |                                          |
| 1986年（昭和61年） |          | 15                                    | 16,510                                | 28,840                                | 175                                   |                                          |
| 1987年（昭和62年） |          | 15                                    | 16,510                                | 27,525                                | 167                                   |                                          |
| 1988年（昭和63年） |          | 15                                    | 17,640                                | 27,710                                | 157                                   |                                          |
| 1989年（平成元年） |          | 15                                    | 18,200                                | 25,490                                | 140                                   |                                          |
| 1990年（平成02年） | 569,942  | 15                                    | 18,200                                | 30,080                                | 165                                   |                                          |
| 1991年（平成03年） |          | 15                                    | 18,200                                | 23,095                                | 127                                   |                                          |
| 1992年（平成04年） |          | 14                                    | 17,080                                | 25,055                                | 147                                   |                                          |
| 1993年（平成05年） |          | 14                                    | 17,080                                | 26,891                                | 157                                   |                                          |
| 1994年（平成06年） |          | 14                                    | 17,080                                | 26,150                                | 153                                   |                                          |
| 1995年（平成07年） | 597,769  | 14                                    | 17,080                                | 26,295                                | 154                                   |                                          |
| 1996年（平成08年） |          | 14                                    | 17,080                                | 27,125                                | 159                                   |                                          |
| 1997年（平成09年） |          | 14                                    | 17,080                                | 27,740                                | 162                                   |                                          |
| 1998年（平成10年） |          | 14                                    | 17,080                                | 27,155                                | 159                                   |                                          |
| 1999年（平成11年） |          | 16                                    | 19,320                                | 28,706                                | 149                                   |                                          |
| 2000年（平成12年） | 594,552  | 16                                    | 19,320                                | 29,343                                | 152                                   | 2000年12月12日都營地下鐵大江戶線全線開業 |
| 2001年（平成13年） |          | 16                                    | 19,320                                | 22,430                                | 116                                   |                                          |
| 2002年（平成14年） |          | 16                                    | 19,320                                | 23,483                                | 122                                   |                                          |
| 2003年（平成15年） |          | 16                                    | 19,320                                | 20,899                                | 108                                   |                                          |
| 2004年（平成16年） |          | 16                                    | 18,200                                | 29,906                                | 164                                   | 最擁擠路段變為西大島→住吉間              |
| 2005年（平成17年） | 592,756  | 16                                    | 18,200                                | 29,918                                | 164                                   |                                          |
| 2006年（平成18年） |          | 16                                    | 18,760                                | 30,723                                | 164                                   |                                          |
| 2007年（平成19年） |          | 16                                    | 19,040                                | 32,857                                | 173                                   |                                          |
| 2008年（平成20年） |          | 16                                    | 19,040                                | 34,084                                | 179                                   |                                          |
| 2009年（平成21年） |          | 16                                    | 19,040                                | 29,315                                | 154                                   |                                          |
| 2010年（平成22年） | 664,792  | 16                                    | 19,880                                | 28,926                                | 146                                   |                                          |
| 2011年（平成23年） |          | 16                                    | 19,880                                | 29,916                                | 150                                   |                                          |
| 2012年（平成24年） |          | 16                                    | 19,880                                | 29,726                                | 150                                   |                                          |
| 2013年（平成25年） |          | 16                                    | 20,160                                | 31,199                                | 155                                   |                                          |
| 2014年（平成26年） | 701,902  | 17                                    | 21,280                                | 32,190                                | 151                                   |                                          |
| 2015年（平成27年） | 724,915  | 17                                    | 21,280                                | 32,062                                | 151                                   |                                          |
| 2016年（平成28年） | 745,889  | 17                                    | 21,840                                | 34,408                                | 158                                   |                                          |
| 2017年（平成29年） | 772,415  | 17                                    | 22,680                                | 34,727                                | 153                                   |                                          |
| 2018年（平成30年） | 792,321  | 17                                    | 22,960                                | 35,861                                | 156                                   |                                          |

## 車站列表
範例
- 急行停車站 … ●：停車，｜：通過。

各站停車停靠所有車站。
| 車站編號             | 中文站名             | 日文站名             | 英文站名             | 站間距離             | 累計距離             | 急行                                                                                 | 接續路線、備註 | 所在地                                                                               | 所在地                                                                               |                                                                                      |
| -------------------- | -------------------- | -------------------- | -------------------- | -------------------- | -------------------- | ------------------------------------------------------------------------------------ | --- | ------------------------------------------------------------------------------------ | ------------------------------------------------------------------------------------ | ------------------------------------------------------------------------------------ |
| 京王電鐵直通運行路段 | 京王電鐵直通運行路段 | 京王電鐵直通運行路段 | 京王電鐵直通運行路段 | 京王電鐵直通運行路段 | 京王電鐵直通運行路段 | 途經 京王新線、 京王線 直通至 相模原線橋本站 高尾線高尾山口站 動物園線多摩動物公園站 | 途經 京王新線、 京王線 直通至 相模原線橋本站 高尾線高尾山口站 動物園線多摩動物公園站 | 途經 京王新線、 京王線 直通至 相模原線橋本站 高尾線高尾山口站 動物園線多摩動物公園站 | 途經 京王新線、 京王線 直通至 相模原線橋本站 高尾線高尾山口站 動物園線多摩動物公園站 | 途經 京王新線、 京王線 直通至 相模原線橋本站 高尾線高尾山口站 動物園線多摩動物公園站 |
| S-01                 | 新宿 （新線新宿）    |                      |                      | -                    | 0.0                  | ●                                                                                    | 京王電鐵： 京王新線（KO01）（直通運行至上述路線、車站）、 京王線（KO01） 都營地鐵： 大江戶線（E-27） 東日本旅客鐵道： 埼京線（JA11）、 湘南新宿線（JS20）、 中央線（快速）（JC05）、 中央線（各站停車）（JB10）、 山手線（JY17） 小田急電鐵： 小田原線（OH01） ※西武鐵道： 新宿線（西武新宿：SS01）以及東京地鐵丸之內線（M-08）非直接連接。 | 東京都                                                                               | 新宿區                                                                               |                                                                                      |
| S-02                 | 新宿三丁目           |                      |                      | 0.8                  | 0.8                  | ｜                                                                                   | 東京地鐵： 丸之內線（M-09）、 副都心線（F-13） | 東京都                                                                               | 新宿區                                                                               |                                                                                      |
| S-03                 | 曙橋                 |                      |                      | 1.5                  | 2.3                  | ｜                                                                                   | | 東京都                                                                               | 新宿區                                                                               |                                                                                      |
| S-04                 | 市谷                 |                      |                      | 1.4                  | 3.7                  | ●                                                                                    | 東京地鐵： 有樂町線（Y-14）、 南北線（N-09） 東日本旅客鐵道： 中央線（各站停車）（JB15） | 東京都                                                                               | 千代田區                                                                             |                                                                                      |
| S-05                 | 九段下               |                      |                      | 1.3                  | 5.0                  | ｜                                                                                   | 東京地鐵： 東西線（T-07）、 半藏門線（Z-06） | 東京都                                                                               | 千代田區                                                                             |                                                                                      |
| S-06                 | 神保町               |                      |                      | 0.6                  | 5.6                  | ●                                                                                    | 都營地鐵： 三田線（I-10） 東京地鐵： 半藏門線（Z-07） | 東京都                                                                               | 千代田區                                                                             |                                                                                      |
| S-07                 | 小川町               |                      |                      | 0.9                  | 6.5                  | ｜                                                                                   | 東京地鐵： 丸之內線（淡路町：M-19）、 千代田線（新御茶之水：C-12） | 東京都                                                                               | 千代田區                                                                             |                                                                                      |
| S-08                 | 岩本町               |                      |                      | 0.8                  | 7.3                  | ｜                                                                                   | 可待避站 東日本旅客鐵道： 山手線（秋葉原：JY25）、 京濱東北線（秋葉原：JK20）、 總武線（各站停車）（秋葉原：JB19） 東京地鐵： 日比谷線（秋葉原：H-16） 首都圈新都市鐵道： 筑波快線（秋葉原：TX01） | 東京都                                                                               | 千代田區                                                                             |                                                                                      |
| S-09                 | 馬喰橫山             |                      |                      | 0.8                  | 8.1                  | ●                                                                                    | 都營地鐵： 淺草線（東日本橋：A-15） 東日本旅客鐵道： 總武線（快速）（馬喰町：JO21） | 東京都                                                                               | 中央區                                                                               |                                                                                      |
| S-10                 | 濱町 （{明治座前）   |                      |                      | 0.6                  | 8.7                  | ｜                                                                                   | | 東京都                                                                               | 中央區                                                                               |                                                                                      |
| S-11                 | 森下                 |                      |                      | 0.8                  | 9.5                  | ●                                                                                    | 都營地鐵： 大江戶線（E-13） | 東京都                                                                               | 江東區                                                                               |                                                                                      |
| S-12                 | 菊川                 |                      |                      | 0.8                  | 10.3                 | ｜                                                                                   | | 東京都                                                                               | 墨田區                                                                               |                                                                                      |
| S-13                 | 住吉                 |                      |                      | 0.9                  | 11.2                 | ｜                                                                                   | 東京地鐵： 半藏門線（Z-12） | 東京都                                                                               | 江東區                                                                               |                                                                                      |
| S-14                 | 西大島               |                      |                      | 1.0                  | 12.2                 | ｜                                                                                   | | 東京都                                                                               | 江東區                                                                               |                                                                                      |
| S-15                 | 大島                 |                      |                      | 0.7                  | 12.9                 | ●                                                                                    | 可待避站 | 東京都                                                                               | 江東區                                                                               |                                                                                      |
| S-16                 | 東大島               |                      |                      | 1.2                  | 14.1                 | ｜                                                                                   | | 東京都                                                                               | 江東區                                                                               |                                                                                      |
| S-17                 | 船堀                 |                      |                      | 1.7                  | 15.8                 | ●                                                                                    | | 東京都                                                                               | 江戶川區                                                                             |                                                                                      |
| S-18                 | 一之江               |                      |                      | 1.7                  | 17.5                 | ｜                                                                                   | | 東京都                                                                               | 江戶川區                                                                             |                                                                                      |
| S-19                 | 瑞江                 |                      |                      | 1.7                  | 19.2                 | ｜                                                                                   | 可待避站 | 東京都                                                                               | 江戶川區                                                                             |                                                                                      |
| S-20                 | 篠崎                 |                      |                      | 1.5                  | 20.7                 | ｜                                                                                   | | 東京都                                                                               | 江戶川區                                                                             |                                                                                      |
| S-21                 | 本八幡               |                      |                      | 2.8                  | 23.5                 | ●                                                                                    | 東日本旅客鐵道： 總武線（各站停車）（JB28） 京成電鐵： 本線（京成八幡：KS16） | 千葉縣 市川市                                                                        | 千葉縣 市川市                                                                        |                                                                                      |

1. ↑  新宿站為與其他公司接續的共同使用站，是京王電鐵的管轄車站。
2. 1 2 3  岩本町站與秋葉原站只相差約150公尺，而前往A3出口附近的樓梯有張貼前往該站所需時間。這是因為新宿線剛開通時，張貼的目的是促進其作為市區中最東面的車站與其他線路的連接和轉乘。「Eki Spato」和「乗換案内」等PC路線搜索軟件皆將這兩站標示為可互相轉乘 (於兩站轉乘時沒有轉乘折扣)。2008年3月15日起，岩本町站和JR秋葉原站間可以利用定期票進行轉乘並視為接續車站。2013年3月 16日起，日比谷線亦開始提供轉乘折扣。参考資料(日文)：平成25年3月16日(土) 東京の地下鉄がさらに便利になりますPDF - 東京地下鐵、2013年2月15日
3. ↑  濱町站的副站名「明治座前」只限廣播、車內顯示屏使用。
4. 1 2 3 4 5  一之江站、瑞江站、篠崎站是少數地下鐵單獨使用車站而設有車站大樓、站前廣場和巴士總站的車站。地面車站的東大島站與船堀站設有站前廣場和巴士總站。
5. ↑  篠崎站為東京都內最東端的鐵路車站。
6. ↑  本八幡站為東京都交通局車站中唯一位於東京都域外（千葉縣市川市）的車站。